# Limbodessus inornatus
Limbodessus inornatus är en skalbaggsart som först beskrevs av Sharp 1882.  Limbodessus inornatus ingår i släktet Limbodessus och familjen dykare. Inga underarter finns listade i Catalogue of Life.